# Spring Valley (Illinois)
Spring Valley é uma cidade localizada no estado americano de Illinois, no Condado de Bureau.

## Demografia
Segundo o censo americano de 2000, a sua população era de 5398 habitantes.
Em 2006, foi estimada uma população de 5375, um decréscimo de 23 (-0.4%).

## Geografia
De acordo com o United States Census Bureau tem uma área de
10,1 km², dos quais 10,1 km² cobertos por terra e 0,0 km² cobertos por água. Spring Valley localiza-se a aproximadamente 193 m acima do nível do mar.

## Localidades na vizinhança
O diagrama seguinte representa as localidades num raio de 8 km ao redor de Spring Valley.